# Друкарська помилка

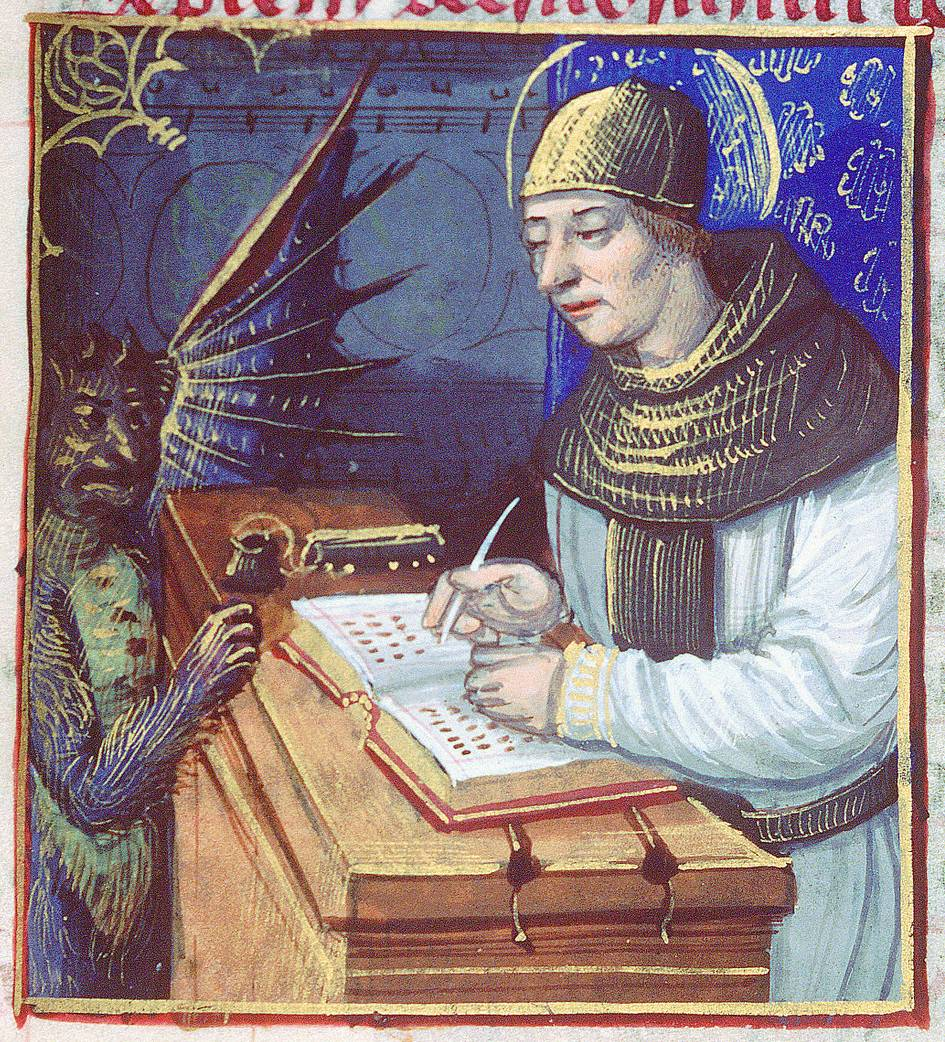
Титивілій, якого вважали демоном, що вносить огріхи в роботу писаря, ілюстрація XIV століття

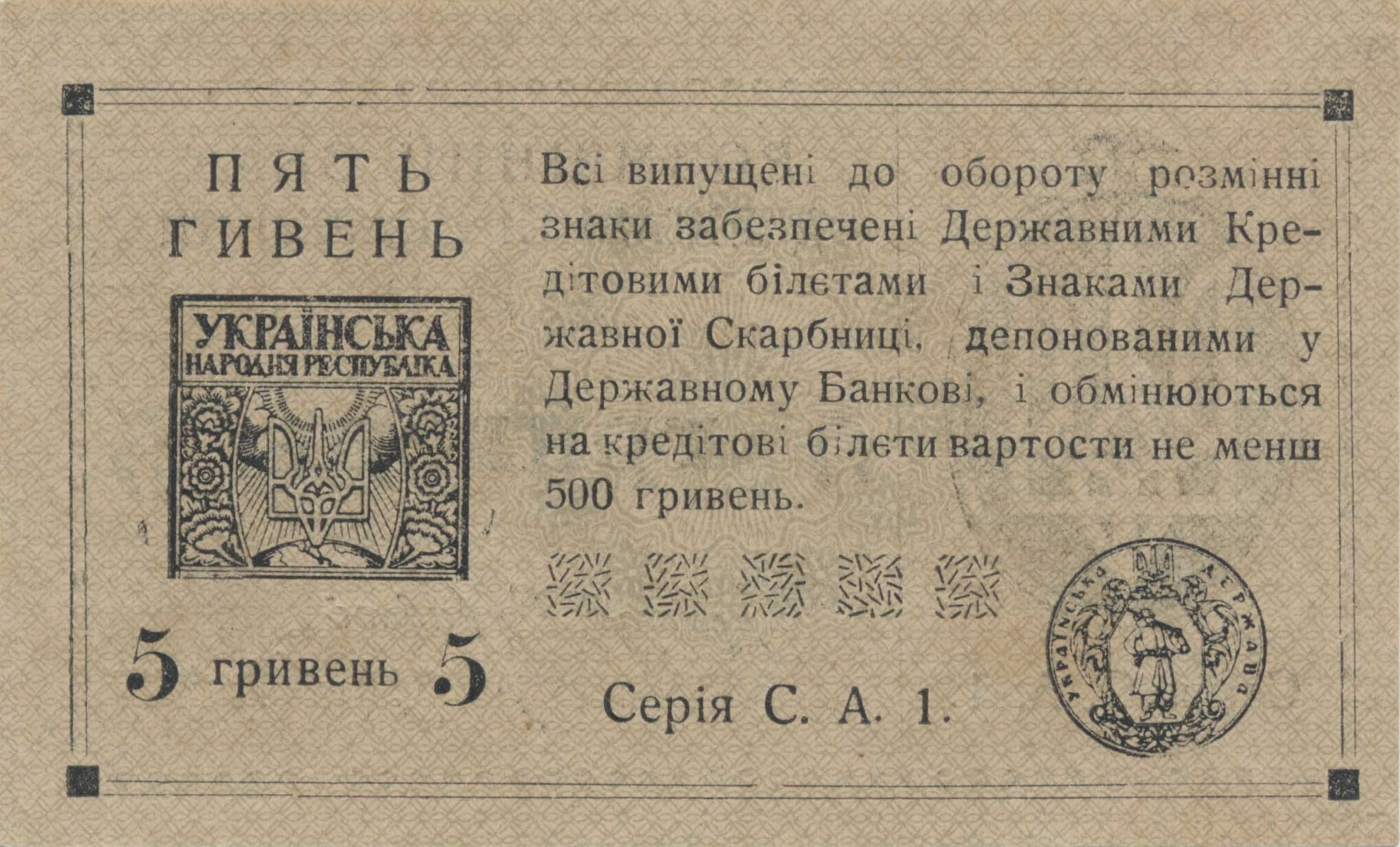
Реверс купюри номіналом 5 гривень 1919 року, виготовленої Експедицією заготовок державних паперів, із друкарською помилкою (відсутня літера «Р» у слові ГРИВЕНЬ)

Друка́рська по́милка (англ. typographical error, typo) або о́друк, рідше о́гріх (у значенні помилки друку) — це помилка, зроблена під час набирання друкованого тексту. Історично одруками називали хиби під час ручного друку (у типографії). Термін включає будь-які хиби, що викликані механічними помилками або ненавмисним зісковзуванням руки або пальців під час друку, але виключає помилки зроблені через неуцтво, як-от орфографічні помилки. Більшість одруків трапляються під час звичайного повторення, пропуску, перестановки або заміни декількох літер або знаків.